# Новобаязетский уезд
Новобаязетский уезд (также Нор-Баязетский уезд) — административная единица в составе Эриванской губернии Российской империи, Первой Армянской республики, ССР Армении, приблизительно соответствующая территории Гегаркуникской области в Армении. Центр — город Ново-Баязет.

## География уезда
Новобаязетский уезд был расположен в северо-восточной части Эриванской губернии и в период с 1874 по 1917 годы граничил на севере с Александропольским, на западе с Эчмиадзинским и Эриванским, на юге с Шаруро-Даралагёзским уездами, а на востоке и северо-востоке с Елизаветпольской губернией. Весь уезд расположен на высоком холмистом и вулканического происхождения нагорье, занимающем юго-восточную часть Малого Кавказа. В пределах уезда ближе к его восточной границе лежит озеро Севан, называемое в то время "Гокча" ("Гёкча") или "Севанга" и занимающее несколько менее 23 % всей его площади. Наиболее значительные высоты группируются вокруг озера Гокчи (Севана) по окраинам уезда, где некоторые древние потухшие вулканы достигают свыше 11 1/2 тыс. футов и почти круглый год покрыты снегом; побережья же озера, в особенности на юге, представляют ровные, а местами и болотистые пространства. В гидрографическом отношении весь Новобаязетский уезд принадлежит к бассейну озера Гокчи (Севана), которое, принимая довольно много небольших ручьёв, стекающих с краев впадины, в которой лежит озеро, выпускает только одну также небольшую реку Зангу (Раздан), которая, вытекая из сев.-зап. угла озера, направляется сначала на запад, а затем на юго-запад и, пройдя мимо города Эривани (Еревана), впадает в Аракс. Вследствие возвышенного положения уезда климат его, в общем, суров; наиболее мягким климатом отличаются побережья озера Гокчи (Севана) и в особенности нижнее течение реки Занги (Раздана), наиболее суровым — высокие части нагорья. Зима снежная, осадки выпадают главным образом весной и осенью; лето местами настолько сухо, что приходится прибегать к искусственному орошению. Леса сосредоточены исключительно в северо-западном углу уезда по притокам реки Занги (Раздана) и занимают до 25000 десятин; остальные части уезда совершенно безлесны.

## Население

### Национальный состав в конце XIX века
Согласно ЭСБЕ население уезда в 1896 году составляло 112 111 чел. На территории уезда насчитывалось школ: начальных 3, приходских армяно-григорианских 28, мусульманских 10. Церквей армяно-григорианских 62, мечетей 13, раскольничьих молелен 7.
Согласно одиннадцатому выпуску «Сборника материалов для описания местностей и племен Кавказа» (1891 год) в уезде проживало 94 000 чел.
Согласно первой всеобщей переписи населения Российской империи 1897 г население уезда составляло 122 573 чел.
| Год  | Население всего, чел. | Армяне           | Татары (азербайджанцы) | Езиды и Курды  | Великорусы (русские), малорусы (украинцы), белорусы | Мордовы      | Таты         | Греки        | Грузины     | Евреи       | Поляки      | Литовцы     | Айсоры (ассирийцы) | Итальянцы   | Остальные   |
| ---- | --------------------- | ---------------- | ---------------------- | -------------- | --------------------------------------------------- | ------------ | ------------ | ------------ | ----------- | ----------- | ----------- | ----------- | ------------------ | ----------- | ----------- |
| 1896 | 112 111               | 74 442 (66,4 %)  | 31 952 (28,5 %)        | 2 691 (2,4 %)  | 2 803 (2,5 %)                                       | ---          | ---          | ---          | ---         | ---         | ---         | ---         | ---                | ---         | 224 (0,2 %) |
| 1897 | 122 573               | 81 285 (66,32 %) | 34 726 (28,33 %)       | 2 995 (2,44 %) | 2 716 (2,22 %)                                      | 289 (0,24 %) | 269 (0,22 %) | 179 (0,15 %) | 36 (0,03 %) | 31 (0,03 %) | 12 (0,01 %) | 6 (<0,01 %) | 4 (<0,01 %)        | 1 (<0,01 %) | 24 (0,02 %) |

### Национальный и религиозный состав в 1914 году
- Армяне (ААЦ) — 118 116 (66,56 %),
- Армяне-православные — 79 (0,04 %),
- Мусульмане-шииты — 46 718 (26,32 %),
- Мусульмане-сунниты — 3 775 (2,12 %),
- Курды — 2 939 (1,65 %),
- Езиды — 410 (0,23 %),
- Славяне (в основном русские, православные) — 190 (0,11 %),
- Русские (старообрядцы и сектанты) — 4 729 (2,66 %),
- Ассирийцы и другие христиане — 114 (0,06 %),
- Европейцы — 388 (0,22 %),
- Евреи — 3 (<0,01 %),
- Остальные — 74 (0,03 %),
- Всего, чел. — 177 454[2].

Согласно переписи населения СССР 1926 года в уезде проживало 101 570 чел.

## Административное деление
В 1913 году в уезд входило 16 сельских правлений:

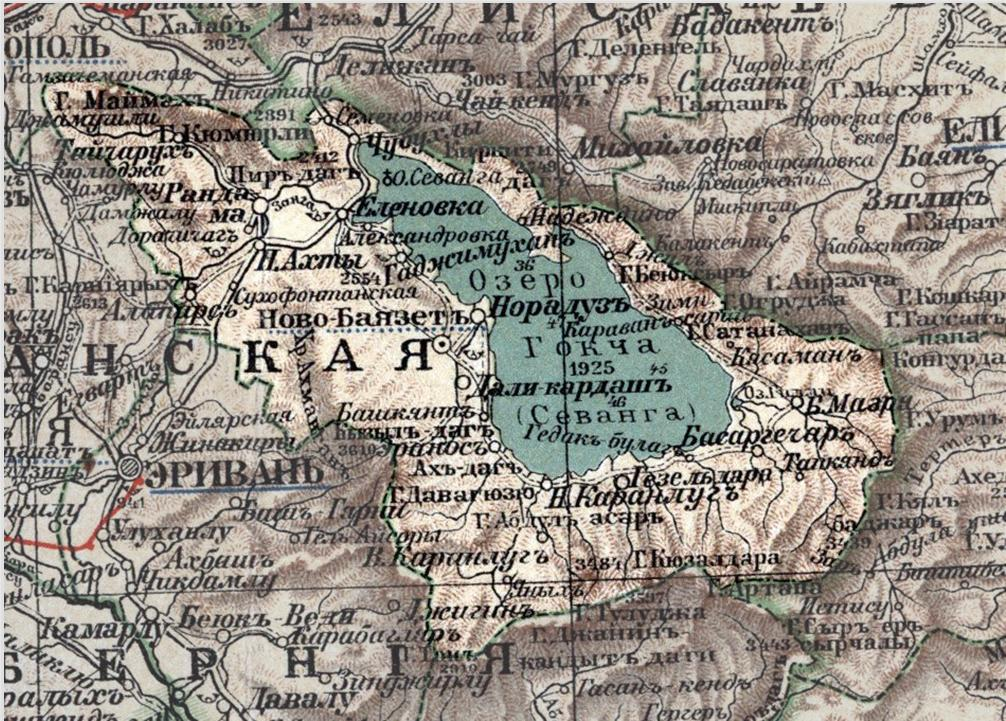
Новобаязетский уезд

| - Агзибирское — с. Агзибир, - Арза-Кендское — с. Алапарс, - Ахтинское-Нижнее армянское — с. Ахты-Нижнее армянское, - Ахтинское-Нижнее русское — с. Ахты-Нижнее русское, - Базаргечарское — с. Базаргечар, - Боюк-Мазринское — с. Боюк-Мазра, - Гезельдаринское — с. Коланикирлан, - Гелькендское — с. Гель-Кенд, | - Даликардашское — с. Дали-Кардаш, - Джильское — с. Надеждино (Шорджалу), - Еленовское — с. Еленовка, - Каранлугское — с. Каранлуг-Нижний, - Кянкянское — с. Кянкян, - Рандамальское — с. Рандамал, - Тайчарухское — с. Тайчарух, - Черчерское — с. Цахкунк. |

Для сел, ставших впоследствии частью более крупных населенных пунктов, даны ссылки на соответствующие населенные пункты. 

## Населённые пункты
Крупнейшие населённые пункты уезда (население, 1908 год). Для сел, ставших впоследствии частью более крупных населенных пунктов, даны ссылки на соответствующие населенные пункты.   
| №  | Населённые пункты     | Население, всего |
| -- | --------------------- | ---------------- |
| 1  | Адиаман нижний        | 1905             |
| 2  | Алапарс               | 2729             |
| 3  | Аликрых               | 1665             |
| 4  | Ахты-Нижнее армянское | 2163             |
| 5  | Ахты-Верхнее          | 1866             |
| 6  | Басаргечар            | 2530             |
| 7  | Бжни                  | 1683             |
| 8  | Гезалдара нижняя      | 3542             |
| 9  | Гель                  | 1678             |
| 10 | Даликардаш            | 3635             |
| 11 | Еленовка              | 1643             |
| 12 | Зод                   | 1726             |
| 13 | Золахач               | 2601             |
| 14 | Каравансарай          | 1721             |
| 15 | Каранлуг Верхний      | 1920             |
| 16 | Каранлуг Нижний       | 1793             |
| 17 | Касамамед             | 1900             |
| 18 | Кахсы                 | 1697             |
| 19 | Келаникрлан           | 1618             |
| 20 | Кишляг                | 1774             |
| 21 | Кулали                | 2200             |
| 22 | Мазра большая         | 1884             |
| 23 | Мазра малая           | 1667             |
| 24 | Новобаязет            | 10119            |
| 25 | Норадуз               | 3361             |
| 26 | Ордаклю               | 2185             |
| 27 | Пашакенд              | 2937             |
| 28 | Рандамал              | 3858             |
| 29 | Тутмашен              | 2319             |
| 30 | Цахкунк               | 1865             |
| 31 | Чибухлы               | 2055             |
| 32 | Шагриз                | 1603             |
| 33 | Еранос                | 2169             |